# حمام أخضر صغير
حمام أخضر صغير (الاسم العلمي: Treron olax) هو نوع من فصيلة حماميات.